# 洛希

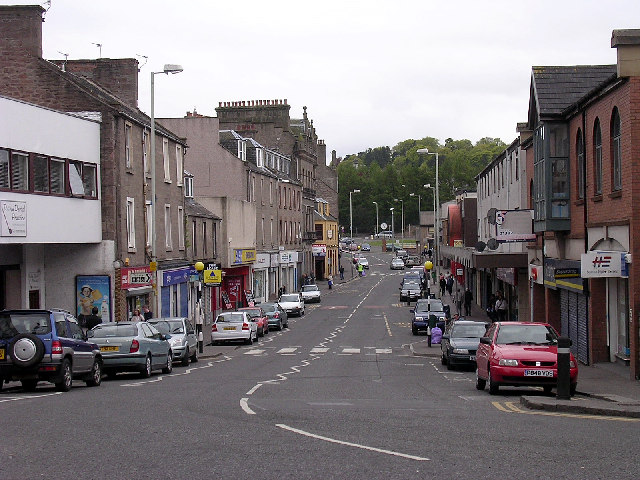
洛希高街（High Street）

洛希（英語：Lochee）是位於蘇格蘭邓迪西部的地方，至19世紀鎮為獨立一個小鎮，後來由於邓迪發展擴張而成為邓迪的一個區。世界上最大的黃麻工廠坎珀当工廠位於這裡。
19世妃時，許多人因為這裡提供工作機會而搬到這裡居住，至1855年已有14,000名愛爾蘭移民到鄧迪定居，他們大部份住在這區，或匿稱為小蒂珀雷里郡。他們在1904年成立洛希豎琴足球會，為一眾工人階級勞工提供娛樂，該足球會存在至今。
至今這區仍被視為愛爾蘭人聚居地。